# Salek Mulya
Salek Mulya is een bestuurslaag in het regentschap Banyuasin van de provincie Zuid-Sumatra, Indonesië. Salek Mulya telt 1793 inwoners (volkstelling 2010).